# Kościół św. Krzyża w Widuklach
Kościół św. Krzyża w Widuklach – katolicki kościół w Widuklach (Litwa, okręg kowieński, rejon rosieński).
Kościół ufundowany przez Józefa Arnulfa Giedroycia zbudowano w 1806 z drewna. 
Kościół halowy, na planie prostokąta, ma dwie zakrystie i pięciobocznie zamknięte prezbiterium. Fasada kościoła ozdobiona jest wąskimi pilastrami i trójkątnym frontonem. W przedniej części dachu zbudowano, w początkach XX wieku, dwukondygnacyjną, wieloboczną wieżyczkę w stylu neogotyckim.
Obok kościoła stoi drewniana, dwukondygnacyjna dzwonnica z 1842. Dzwon odlano w 1644.
Kościół jest otoczony ogrodzeniem z arkadową bramą, zbudowanym w latach 1842-1845.
Wnętrze kościoła w stylu neoklasycystycznym.